# Danuel Pipoly
Danuel Michael Pipoly (ur. 11 marca 1978 w Hrabstwie Los Angeles w Kalifornii) – amerykański aktor dziecięcy. Jego najbardziej znaną rolą jest rola Prosiaczka w filmie Władca Much z 1990 roku. Otrzymał 2 nominacje do nagród za swój występ w tym filmie, w tym jedną za najlepszego aktora drugoplanowego.

## Filmografia
- Posterunek w centrum miasta (1990) jako Skip Markowitz
- Władca Much (1990) jako Prosiaczek
- Rodzina Torkelsonów (1991) jako Benvolio
- The Giant of Thunder Mountain (1992) jako Zeke MacGruder
- Małolaty ninja na wojennej ścieżce (1995) jako dzieciak